# Tarah Wheeler
Tarah Marie Wheeler, née le 12 février 1979 à Washington, est une autrice, conférencière entrepreneuse, et exécutive américaine sur la technologie et la cybersécurité. Elle est PDG de la plateforme Red Queen Dynamics,,, et Senior Fellow de Global Cyber Policy au Council on Foreign Relations. Elle est l'autrice de Women in Tech.

## Biographie

### Jeunesse et éducation
Tarah Wheeler naît le 12 février 1979 à Washington. Elle obtient une maîtrise en Sciences à l'Université d'État de Portland.

### Carrière
En 2012, Tarah Wheeler fonde la société de gestion des employés, aujourd'hui[Quand ?] disparue, Fizzmint,.
Elle est architecte système à la société de chiffrement mobile Silent Circle.
En 2016, Tarah Wheeler est nommée Influenceur du code d'accès à la cybersécurité par Christian Science Monitor et s'entretient avec la Federal Trade Commission sur la sécurité de l'information dans les startups technologiques.
Après une campagne Kickstarter,, elle publie Women in Tech, un livre dédié à enseigner aux femmes comment réussir dans les carrières de la technologie,. Son livre est publié avec plusieurs contributeurs, dont Esther Dyson et Brianna Wu, l'une des cibles de la polémique Gamergate,,,,,,,. Tarah Wheeler est Tsar de la cybersécurité du site Web chez Symantec, jusqu'à ce que son poste soit supprimé en août 2017,.
Tarah Wheeler et son mari Deviant Ollam aident le chercheur en cybersécurité Marcus Hutchins à obtenir sa caution en août 2017. Ils le logent à Los Angeles pendant sa période de mise en accusation alors qu'il fait l'objet d'une enquête du FBI sur des accusations liées au rootkit Kronos ; Hutchins plaide par la suite coupable à deux des dix accusations.
En 2021, elle devient boursière du programme Fulbright en cybersécurité à l'Université d'Oxford,,.
Elle est citée dans les médias nationaux sur des questions liées à la cybersécurité telles que le cyberterrorisme, les logiciels malveillants et les violations de données,, et écrit sur la politique de cyberguerre.

## Poker
Tarah Wheeler participe aux World Series of Poker avec un gain de 4 722 $ en encaissements à vie,. Dans Women in Tech, Wheeler note que des intérêts tels que le poker peuvent être utiles dans les affaires, tout comme le golf peut l'être.

## Œuvres
- (en) Tarah Wheeler Van Vlack, Angie Chang (préf. Esther Dyson), Women in Tech : Take Your Career to the Next Level with Practical Advice and Inspiring Stories, Sasquatch Books, 2016 (ISBN 978-1-63217-140-5)